# Parafia św. Barbary w Odolanowie
Parafia św. Barbary w Odolanowie – parafia rzymskokatolicka należąca do dekanatu Odolanów diecezji kaliskiej. Została utworzona w 1972. Kościół parafialny drewniany z 1784, nakryty dachem gontowym, gruntownie restaurowany 1909 i 1928. Mieści się na przedmieściu Górka.